# شرکت راه‌آهن غرب ژاپن

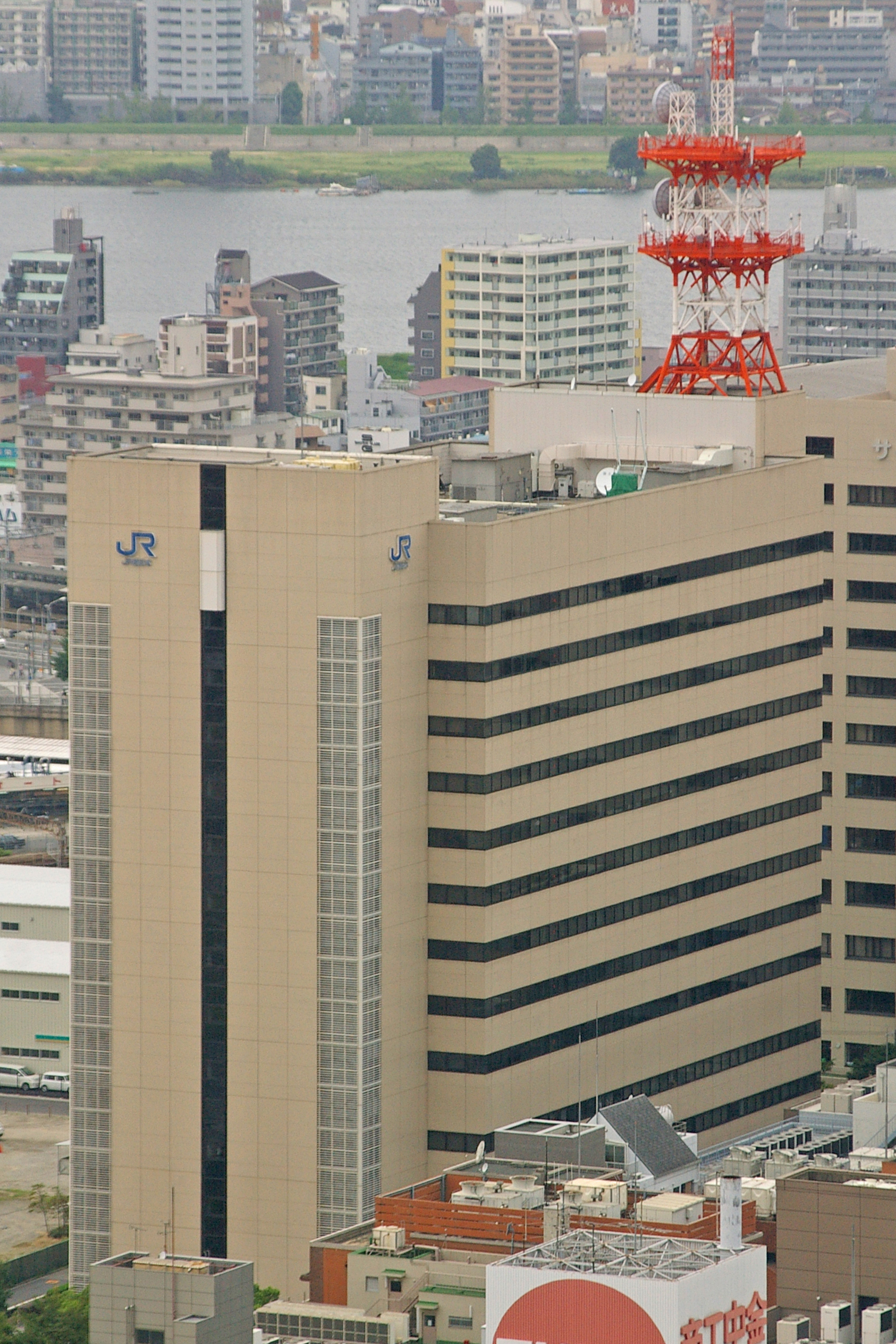
ساختمان دفتر مرکزی شرکت راه‌آهن غرب ژاپن

شرکت راه‌آهن غرب ژاپن (به ژاپنی: 西日本旅客鉄道株式会社) شرکت راه‌آهن ژاپنی است، که یکی از ۶ شرکت اصلی زیرمجموعه گروه جی‌آر به‌شمار می‌آید.
شرکت راه‌آهن غرب ژاپن در سال ۱۹۸۷ در پی اجرای فرایند خصوصی‌سازی در راه‌آهن شرکت راه‌آهن ملی ژاپن، تأسیس شد و در حال حاضر علاوه بر اپراتوری خطوط راه‌آهن غرب هونشو، در زمینه‌هایی چون خدمات اتوبوس‌رانی، املاک و مستغلات، عمده‌فروشی و خرده‌فروشی کالاهای لوکس و مواد غذایی نیز فعالیت می‌کند.
دفتر مرکزی این شرکت در شهر اوساکا، ژاپن قرار دارد و بخشی از سهام آن در بازارهای بورس توکیو، بورس اوساکا، بورس ناگویا و بورس فوکوکا معامله می‌شود.
سهام‌داران عمده شرکت راه‌آهن غرب ژاپن عبارتند از: میزوهو کورپوریت بانک (۳٫۳۳٪)، بانک سومیتومو میتسویی (۳٫۳۰٪)، بانک توکیو-میتسوبیشی یواف‌جی (۳٫۲۵٪)، نیپون لایف (۲٫۰۶٪) و سومیتومو میتسویی تراست (۱٫۶۵٪).